# Return the Favor
"Return the Favor" é uma canção da cantora e compositora norte-americana Keri Hilson com participação do produtor musical americano Timbaland. Foi lançada em 7 de Outubro de 2008 nos Estados Unidos como o segundo single da sua carreira a solo, e do seu álbum de estúdio de estreia, In a Perfect World... (2008), pela editora discográfica Mosley Music Group. Foi composta por Hilson, Timothy Mosley, Candace Nelson, Ezekiel Lewis, Balewa Muhammad, Patrick Smith, Walter Milsap III, e produzida por Timbaland e o último. Musicalmente, "Return the Favor" é uma canção dos géneros musicais europop, synthpop, e dance-pop.

## Alinhamento de faixas
| CD Promocional - Europa |                                           | |                              |         |  |
| N.º                     | Título                                    | Compositor(es)                                                                                                | Produtor(es)                 | Duração |  |
| 1.                      | "Return the Favor" (edição da rádio)      | Keri Hilson, Timothy Mosley, Candace Nelson, Ezekiel Lewis, Balewa Muhammad, Patrick Smith, Walter Milsap III | Timbaland, Walter Milsap III | 3:40    |  |
| 2.                      | "Return the Favor" (versão sem Timbaland) | K. Hilson, T. Mosley, Candace Nelson, E. Lewis, B. Muhammad, P. Smith, W. M. III                              | Timbaland, W. M. III         | 5:30    |  |
| 3.                      | "Return the Favor" (instrumental)         | K. Hilson, T. Mosley, Candace Nelson, E. Lewis, B. Muhammad, P. Smith, W. M. III                              | Timbaland, W. M. III         | 5:29    |  |
| Duração total:          | Duração total:                            | Duração total:                                                                                                | Duração total:               | 17:59   |  |

| Download digital - Reino Unido |                    | |                              |         |  |
| N.º                            | Título             | Compositor(es)                                                                                                | Produtor(es)                 | Duração |  |
| 1.                             | "Return the Favor" | Keri Hilson, Timothy Mosley, Candace Nelson, Ezekiel Lewis, Balewa Muhammad, Patrick Smith, Walter Milsap III | Timbaland, Walter Milsap III | 5:29    |  |
| Duração total:                 | Duração total:     | Duração total:                                                                                                | Duração total:               | 5:29    |  |

| Maxi CD - Alemanha |                                           | |                              |         |  |
| N.º                | Título                                    | Compositor(es)                                                                                                | Produtor(es)                 | Duração |  |
| 1.                 | "Return the Favor" (edição da rádio)      | Keri Hilson, Timothy Mosley, Candace Nelson, Ezekiel Lewis, Balewa Muhammad, Patrick Smith, Walter Milsap III | Timbaland, Walter Milsap III | 3:38    |  |
| 2.                 | "Return the Favor" (Sketch Iz Dead Remix) | K. Hilson, T. Mosley, Candace Nelson, E. Lewis, B. Muhammad, P. Smith, W. M. III                              | Sketch Iz Dead               | 4:40    |  |
| 3.                 | "Return the Favor" (instrumental)         | K. Hilson, T. Mosley, Candace Nelson, E. Lewis, B. Muhammad, P. Smith, W. M. III                              | Timbaland, W. M. III         | 5:48    |  |
| 4.                 | "Return the Favor" (vídeo musical)        | |                              | 3:53    |  |
| Duração total:     | Duração total:                            | Duração total:                                                                                                | Duração total:               | 20:32   |  |

## Créditos
Créditos adaptados do álbum In a Perfect World... (2008).
- Timbaland — composição, produção
- Keri Hilson — composição, vocais principais
- Candace Nelson — composição, arranjos vocais
- Ezekiel Lewis — composição, arranjos vocais
- Balewa Muhammad — composição, arranjos vocais
- Patrick Smith — composição, arranjos vocais
- Walter Milsap III — composição, produção, edição, produção dos voais
- Dave — edição
- Marcella Araica — edição
- Demacio Castellon — mixagem

## Desempenho nas tabelas musicais
| País — Tabela musical (2008-2009)                               | Posição de pico |
| --------------------------------------------------------------- | --------------- |
| Austrália — ARIA Charts                                         | 80              |
| Austrália — ARIA Urban Singles                                  | 22              |
| Áustria — Ö3 Austria Top 75                                     | 25              |
| Bélgica (Flandres) — Ultratop 50                                | 6               |
| Bélgica (Valónia) — Ultratop 40                                 | 17              |
| Chéquia — International Federation of the Phonographic Industry | 21              |
| Alemanha — Media Control Charts                                 | 21              |
| Irlanda — Irish Recorded Music Association                      | 19              |
| Suécia — Sverigetopplistan                                      | 30              |
| Reino Unido — UK Singles Chart (The Official Charts Company)    | 19              |
| Reino Unido — UK R&B Chart (The Official Charts Company)        | 7               |

## Histórico de lançamento
| Região         | Data                 | Formato          | Editora(s) discográfica(s) |
| -------------- | -------------------- | ---------------- | -------------------------- |
| Estados Unidos | 7 de outubro de 2008 | Download digital | Mosley Music Group, Zone 4 |
| Austrália      | 27 de março de 2009  | Download digital | Mosley Music Group, Zone 4 |
| Reino Unido    | 12 de abril de 2009  | Download digital | Mosley Music Group, Zone 4 |